# Teste VDRL
O teste VDRL (sigla de Venereal Disease Research Laboratory) é um teste para identificação de pacientes com sífilis. 
Um teste de VDRL não reagente quase sempre significa que a pessoa nunca teve contato com a 
sifilis, ou que teve e o tratamento foi eficaz ao ponto de o tornar negativo. No entanto, esta última situação é menos comum e não necessária para a confirmação de um tratamento positivo, sendo que o mais frequente é continuar num valor bastante mais baixo do que o inicialmente diagnosticado, após um tratamento bem sucedido. Entretanto, num estado avançado da sífilis e numa pessoa a quem nunca tenha sido diagnosticada a doença e recebido tratamento adequado, o VDRL poderá dar resultado negativo.  Isto é chamado de resultado falso negativo e acontece devido ao elevado número de anticorpos produzidos pelo organismo durante o estado latente ou terciário da doença (efeito prozona). Estando o médico na suspeita de um paciente encontrar-se nesta fase é crucial a realização de um exame comprovativo, por norma o FTA-ABS. Por outro lado, o  VDRL é às vezes positivo na ausência do sífilis. Chama-se de resultado falso positivo. Como exemplo temos, a mononucleose infecciosa, o lupus eritematoso sistêmico,  a hepatite A, a hanseníase, a malária e, ocasionalmente, até a gravidez podem ser encontrados pequenos títulos que não significam a presença de sífilis. 
A combinação de lecitina, colesterol e cardiolipina possui semelhança imunológica com antígenos do Treponema pallidum, consistindo em um antígeno não treponêmico. A interação das reaginas da amostra com este antígeno produz floculação que pode ser detectada ao microscópio óptico.

## Titulação do VDRL
Quando a reação de VDRL é positiva, ocorre uma microfloculação das reaginas IgG e IgM e a cardiolipina, formando partículas maiores e insolúveis no plasma ou soro. Dependendo da quantidade de anticorpos presentes no sangue testado pode-se realizar 1, 2, 3, 4 ou mais diluições sucessivas da amostra do soro, até que a reação não aconteça mais. 
Assim, um resultado 1/64 mostra que podemos detectar anticorpos mesmo após diluirmos o sangue 64 vezes. Quanto maior for a diluição em que ainda se detecta o anticorpo, mais positivo é o resultado. O VDRL = 1/2 é um título mais baixo que 1/4, que é mais baixo que 1/8 e assim por diante. Quanto mais alto o título, mais positivo é o exame.

## FTA-ABS ou VDRL
O FTA-ABS é um teste mais específico e sensível que o VDRL. A sua janela imunológica é mais curta, podendo estar positivo já após alguns dias depois do aparecimento do cancro duro. O FTA-ABS ou o TPHA também apresentam menores taxas de falso positivo que o VDRL.
Uma vez positivo, o FTA-ABS poderá permanecer assim para o resto da vida, mesmo após a cura do paciente, ou deixar de ser detectado. Já os valores do VDRL caem progressivamente após a cura, podendo ou não tornar-se negativos após um tratamento bem sucedido.
Habitualmente o VDRL é usado para rastreio da doença e o FTA-ABS para confirmação num estado latente ou terciário da sífilis

### Interpretação de resultados de VDRL e FTA-ABS
- VDRL positivo e FTA-ABS (ou TPHA) positivo confirmam o diagnóstico de sífilis.
- VDRL positivo e FTA-ABS (ou TPHA) negativo indicam outra doença que não sífilis.
- VDRL negativo e FTA-ABS (ou TPHA) positivo indicam sífilis em fase bem inicial ou sífilis já curada ou sífilis na fase terciária.
- VDRL negativo e FTA-ABS (ou TPHA) negativo descartam o diagnóstico de sífilis.